# Vladímir Korolenko
Vladímir Galaktiónovitx Korolenko (rus: Владимир Галактионович Короленко, ucraïnès Володи́мир Галактіо́нович Короле́нк, transcrit Volodímir Halaktiónovitx Korolenko Jitòmir, 27 de juliol del 1853 - Poltava, 29 de desembre de 1921) va ser un novel·lista i periodista rus i ucraïnès. Va cursar estudis a l'Institut Tecnològic i a l'Acadèmia Forestal de Sant Petersburg.
Per la seva activitat de periodista socialitzant i participatiu en el moviment revolucionari, va ser deportat el 1879 per un període de deu anys, i indultat el 1885. Al seu retorn va passar un breu període de confinament a Nijni Nóvgorod on va conèixer el jove Maksim Gorki. Després de fer un viatge a Amèrica en 1893, es va traslladar a Sant Petersburg on va ser un dels directors de la revista populista Rússkoie slovo (La paraula russa). Es va alçar contra la teoria de no-resistència al mal propugnada per Tolstoi, duent a terme nombroses campanyes contra els abusos de poder.
El 1885 va publicar Son Makara (El somni de Makar), fet que el va situar entre els més distingits escriptors del seu país i successivament va crear una sèrie de novel·les que constitueixen una reproducció fidel de la vida russa en la segona meitat del segle xix. Emotiu i realista, descriu vides i paisatges amb vigor i sentiment.
Elegit membre honorari de l'Acadèmia de la Llengua el 1900, va renunciar al seu nomenament dos anys més tard quan el tsar va vetar l'elecció de Gorki a l'Acadèmia.
Apareix com a mestre literari de Maksim Gorki, amb el qual li va unir gran amistat. Les seves obres han estat traduïdes a diversos idiomes.

## Periodista 1895-1921
El 1895, Korolenko es va convertir en l'editor de la revista Russkoe Bogatstvo (Riquesa russa) i utilitza aquesta posició per criticar les injustícies que ocorren sota el tsar. També va fer servir la seva posició per publicar ressenyes de peces importants de la literatura, com la darrera obra de Txèkhov L'hort dels cirerers el 1904.
Vladímir Korolenko va ser un oponent de per vida del tsarisme i reservadament va donar la benvinguda a la Revolució Russa de 1917. No obstant això, aviat es va oposar als bolxevics quan la seva naturalesa despòtica es va fer evident. Durant la Guerra Civil Russa que vingué a continuació, va criticar tant el Terror Roig com el Terror Blanc.
Va treballar en una autobiografia История моего современника (Istoria moego sovremenika La Història del meu Contemporani).
Korolenko advocà pels drets humans i en contra de les injustícies i persecucions sobre la base de la classe social al seu assaig В Голодный год (durant l'any famolenc, 1891-1892). S'ocupa del nacionalisme al seu article Мултанское дело (L'afer Multanskoie, 1895-1896), i va criticar l'antisemitisme del judici a Beilis (en la seva Crida al poble rus quant al libel de sang dels jueus, 1911-1913).
Va morir a Poltava, República Socialista Soviètica d'Ucraïna, el 25 de desembre de 1921.

## Obres publicades
- Son Makara (El somni de Makar). 1885
- Lies Xumit (Els murmuris del bosc) 1886
- Esbossos d'un turista rus.
- El músic cec.
- La Nit de Nadal.
- El músic vell.
- Popkhor i els estudiants.
- Esbossos de Pavlovsk.
- Contes d'Ucraïna i de Sibèria. 1895
- Mgnovenie (Un moment). 1900
- Una noia estranya. 1911
- Istoria moego sovremenika (Història d'un contemporani meu). 1906-1921, de caràcter autobiogràfic.

## Traduccions al català
- El somni de Makar Col·lecció: Avinents, 9. 1a edició, novembre del 2012. Editorial Ensiola. ISBN 978-84-939148-4-4